# Чимирнаріулій
Чимирнаріулій — річка в Україні (Чернівецька область, Вижницький район) та Румунії. Права притока Фальків (басейн Дунаю).

## Опис
Довжина річки приблизно 14 км. Формується з багатьох безіменних струмків.

## Розташування
Бере початок на сході від перевалу Чимирнар. Тече переважно на південний схід через українсько-румунський кордон і в селі Фалькеу впадає у річку Фальків, ліву притоку Сучави.